# Xekar (köpinghuvudort i Kina, Xinjiang Uygur Zizhiqu, lat 39,82, long 77,37)
Xekar (kinesiska: 西克尔库勒, 西克尔库勒镇) är en köpinghuvudort i Kina. Den ligger i den autonoma regionen Xinjiang, i den nordvästra delen av landet, omkring 960 kilometer sydväst om regionhuvudstaden Ürümqi. Antalet invånare är 1 613. Befolkningen består av 586 kvinnor och 1 027 män. Barn under 15 år utgör 15,0 %, vuxna 15-64 år 82 %, och äldre över 65 år 2,0 %.
Runt Xekar är det ganska glesbefolkat, med 47 invånare per kvadratkilometer. Närmaste större samhälle är Wolituogelake, 15,7 km sydväst om Xekar. Omgivningarna runt Xekar är i huvudsak ett öppet busklandskap.
Genomsnittlig årsnederbörd är 136 millimeter. Den regnigaste månaden är juli, med i genomsnitt 30 mm nederbörd, och den torraste är december, med 2 mm nederbörd.